# District Satu Mare
Satu Mare (Hongaars: Szatmár megye) is een Roemeens district (județ) in de historische regio Transsylvanië, met als hoofdstad Satu Mare (102.000 inwoners).
De gangbare afkorting voor het district is SM.

## Geschiedenis
De historie van het district gaat eeuwen terug. In het Koninkrijk Hongarije was al sprake van een comitaat Szatmár. De Hoofdstad hiervan was Carei. In 1920 kwam het gebied toe aan Roemenië en schoven de grenzen op. Delen bleven in Hongarije om daar het comitaat Szabolcs-Szatmár-Bereg te vormen terwijl er in het oosten delen afgingen rond Baia Mare. De regio rond Tasnad werd overgenomen van Salaj. Het huidige district Satu Mare is in 1968 ontstaan.

## Demografie
Volgens de voorlopige resultaten van de volkstelling van 2021 (vanwege corona uitgevoerd in 2022) is het aantal inwoners van het district 330.668. 
Het aantal Roemenen is 182.750 (61%) en het aantal Hongaren 93.491 (31%). Op basis van taal spreken 182.772 personen Roemeens thuis (61,4%) en 109.978 Hongaars thuis (36,9%).

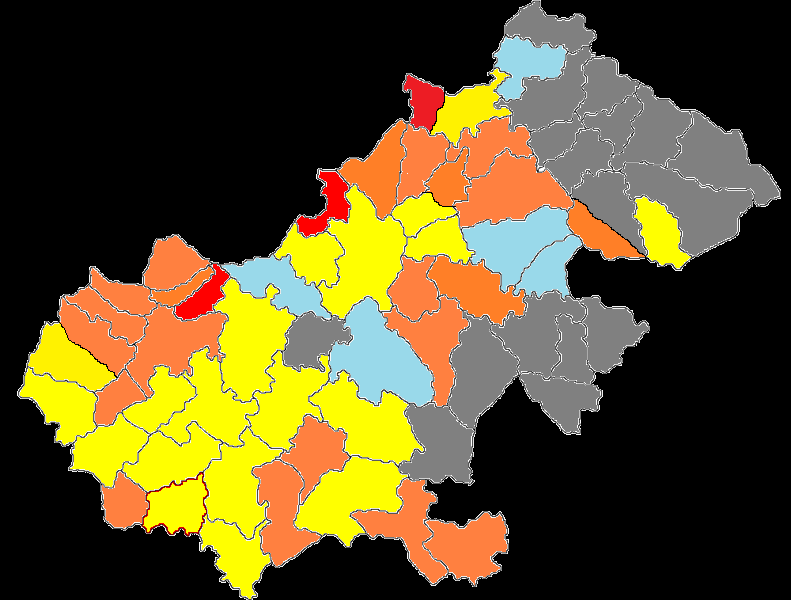
De Hongaren in het District Satu Mare tijdens de volkstelling van 2011. Rood = Aandeel Hongaren boven 80%, Oranje = Hongaarse meerderheid tussen 50 - 79%, Geel = Hongaarse minderheid boven 20%, Blauw = Hongaarse minderheid tussen 10 - 20%, Grijs = Hongaarse minderheid onder de 10%.

Totale bevolking: 329.079 inwoners (2011)
- 44 % stedeling
- 56 % plattelander

Qua bevolking is Satu Mare de 29e van de 44 districten van Roemenië
- Bevolkingsdichtheid: 83,5 inwoners per km2 .

Etnische samenstelling (volkstelling 2011):
- 191.929 Roemenen (58,32%)
- 131.456 Hongaren (39,94%)
- 2.318 Roma
- 1.268 Oekraïners
- 835 Duitsers

### Bevolkingsgroepen
De Roemenen zijn in de meerderheid in het district. Er is een grote minderheid van Hongaren die in de gebieden langs de grens in veel gemeenten de meerderheid vormen. De Hongaren zijn onder meer in de meerderheid in de steden Carei en Livada. Bijzonder is ook dat er slechts 17 gemeenten zijn waar de Hongaren minder dan 20% van de bevolking vormen, 10 gemeenten aan de noordzijde van het district, 6 aan de oostzijde en 1 meer centraal in Satu Mare (Terebesti). Dit betekent dat in alle andere gemeenten het Hongaars een officiële taal is op het niveau van de gemeente en deze gemeenten tweetalige plaatsnaamborden voeren. Andere minderheden in het district zijn de Roma's, Slowaken, Duitsers (Schwaben) en Oekraïners.

### Hongaarse minderheid
De Hongaren vormen in de volgende 26 gemeenten de meerderheid of grootste groep van de bevolking.
- Acâș
- Agriș
- Berveni
- Bogdand (zie Szilágyság)
- Cămin
- Căpleni
- Carei
- Ciumești
- Culciu
- Dorolț
- Foieni
- Halmeu
- Hodod (zie Szilágyság)
- Lazuri
- Livada
- Micula
- Orașu Nou
- Petrești
- Pir
- Porumbești
- Săcășeni
- Sanislău
- Supur
- Turulung
- Urziceni
- Viile Satu Mare

Deze gemeenten liggen vrijwel allemaal langs de Hongaarse grens en sluiten hiermee rechtstreeks aan op een doorlopend Hongaars taalgebied. Ook is er een doorlopend Hongaarse corridor richting de Szilágyság.

### Hongaarse autonomie
De Hongaren in Satu Mare streven naar autonomie binnen Roemenië. Hiervoor is binnen de Nationale Raad van Hongaren in Transsylvanië een Raad voor Autonomie in Partium opgericht. Partium behelst niet alleen de Hongaren in Satu Mare, maar ook die in het district Bihor.
Er bestaan verschillende ideeën over de autonomie. Binnen Satu Mare zouden 6 gemeenten in het oosten en de streek aan de noordzijde (Avasság, 10 gemeenten) geen onderdeel gaan uitmaken van de Hongaarse autonome regio. Zonder deze gemeenten zou het aandeel Hongaren in Satu Mare precies 50% zijn.

## Geografie
Het district heeft een oppervlakte van 4418 km².
Binnen het district ligt het gebied Țara Oașului, Hongaars: Avasság. Dit is een eeuwenoude Roemeenstalig etnisch gebied binnen het verder vooral Hongaarstalige district Satu Mare.

## Aangrenzende districten
- Maramureș in het oosten
- Sălaj in het zuidoosten
- Bihor in het zuidwesten
- Hongarije in het westen
- Oekraïne in het noorden

## Steden
- Satu Mare
- Carei
- Tășnad
- Negrești-Oaș
- Ardud
- Livada